# Catharanthus scitulus
Catharanthus scitulus – gatunek rośliny należący do rodziny toinowatych (Apocynaceae). Występuje endemicznie na Madagaskarze, w prowincji Toliara. Można go spotkać między innymi w Parku Narodowym Andohahela.
Rośnie w bioklimacie półsuchym, jak i suchym. Występuje na wysokości do 1000 m n.p.m.